# Jean-Pierre Bourhis
Pour les articles homonymes, voir Bourhis.
Jean-Pierre Bourhis, né le 29 mars 1995 à Quimper, est un céiste franco- sénégalais.

## Carrière
Jean-Pierre Bourhis est médaillé d'or en K1 par équipe et médaillé d'argent en K1 et C1 aux Championnats d'Afrique de descente 2013 à Sagana,.
Il obtient la médaille d'or en C1 aux Championnats d'Afrique de descente 2015 et aux Championnats d'Afrique de slalom 2015, ce qui le qualifie pour les Jeux olympiques d'été de 2016 à Rio de Janeiro, où il termine 18e.
Il participe aux Jeux olympiques d'été de 2020 à Tokyo.